# Vincenzo Chianese
Vincenzo Chianese (Melito di Napoli, 14 gennaio 1976) è un ex calciatore italiano, di ruolo attaccante.

## Carriera
Esordisce all'età di 18 anni tra i professionisti, nella stagione 1994-1995, in Serie B con l'Atalanta dove colleziona due presenze. L'anno successivo gioca in Serie C1 col Casarano, segnando 10 reti in 32 presenze.
Poi passa al Foggia in Serie B per due stagioni per approdare infine alla Salernitana in Serie A. Gioca un anno in Serie A e uno in Serie B, segnando solo un gol su calcio di rigore.
Dal 1999-2000 cambia squadra ogni anno tra Serie B e Serie C1.
Nel 2005-2006 colleziona col Pavia 30 presenze e 14 gol e nella stagione 2006-2007 viene acquistato dal Ravenna in C1 e con i suoi gol contribuisce alla risalita della squadra romagnola in Serie B. A gennaio 2008 passa all'Arezzo.
Nel 2010 si ritrova senza squadra in seguito alla mancata iscrizione dell'Arezzo al campionato di Prima Divisione di Lega Pro.
Il 2 novembre 2010 il Ravenna si affida di nuovo a lui per risolvere i problemi offensivi che hanno afflitto il club romagnolo nei primi mesi di campionato.
Soltanto 5 giorni dopo si guadagna e realizza su rigore il gol che sblocca il match con la Reggiana, replicando il turno successivo sempre dagli 11 metri nella gara casalinga contro il Lumezzane.
Il 24 dicembre 2011, dopo essersi trovato senza squadra, trova l'accordo con il Brindisi militante nel girone H della Serie D. Nella stagione 2012-2013 milita nel Verbano, formazione di Besozzo inserita nel girone A della Serie D.
Nella stagione 2013-2014 militerà nella Larcianese in Eccellenza Toscana.
A gennaio 2014 si trasferisce alla Cairese in Eccellenza Ligure.
Al termine della stagione si ritira dal calcio giocato, diventando allenatore dei giovanissimi esordienti della Polisportiva Margine Coperta
In carriera ha collezionato 18 presenze in Serie A e 167 presenze e 34 reti in Serie B.

## Palmarès

### Giocatore

#### Competizioni giovanili
- Trofeo Dossena: 1

Atalanta: 1993

#### Competizioni nazionali
- Serie C1: 2

Treviso: 2002-2003
Ravenna: 2006-2007
- Supercoppa di Lega di Serie C: 1

Treviso: 2003